# 广西尖额蚤
广西尖额蚤（学名：Alona kwangsiensis）为盘肠蚤科尖额蚤属的动物。在中国大陆，分布于广西等地，常生活于湖泊沿岸和池塘中。